# Maria Teresa d'Este
Maria Teresa Felicitas d'Este (6 octombrie 1726 – 30 aprilie 1754) a fost prințesă de Modena prin naștere și ducesă de Penthièvre prin căsătorie. A fost soacra lui Philippe Égalité și deci bunica viitorului Louis-Filip I, rege al Franței. Printre descendenții actuali se numără: Juan Carlos I al Spaniei, Albert al II-lea al Belgiei și Henri, Mare Duce de Luxembourg. 